# Batalla de Pagallos
La batalla de Pagallos (o Pagayos) fue un enfrentamiento militar sucedido el 8 de julio de 1817 durante la Guerra de Independencia de Venezuela.

## Antecedentes
El 1 de enero de 1817 Bolívar desembarcó en Barcelona, pero incapaz de avanzar sobre Caracas por la presencia de un gran ejército realista decidió buscar otro teatro de operaciones. El 21 de marzo sale para la provincia de Guayana y ordena a su almirante, el corsario Luis Brión llevar su flota para colaborar con él en la campaña. Allí estaba el general Manuel Piar, quien desde enero estaba asediando la capital provincial de Angostura. El almirante-corsario partió de Pampatar, isla Margarita, el 31 de mayo con los barcos mayores precedidos por la Escuadrilla Sutil del capitán de navío Antonio Díaz. Entraron por el río Guarapiche en la provincia.
El 2 de mayo Bolívar y Piar se encontraban en El Juncal. Ahí el segundo reconoció la autoridad y primacía del primero. Dos días después Bolívar decide apretar el asedio de Angostura y releva a Piar del mando del Ejército de Guayana, enviándolo a Utapa y poniendo a José Francisco Bermúdez a cargo de las fuerzas de tierra.

## Batalla

### Primeras operaciones
Se organiza una flotilla de curiaras al mando del coronel Pedro Chipía para atacar el apostadero realista en isla Fajardo, donde se une el Caroní con el Orinoco. En la madrugada del 24 de mayo, el capitán de navío Agustín Armario asaltaba por sorpresa el pequeño puerto y captura varias embarcaciones, dos cañones con municiones, piedras de chispa y fusiles. Se guarneció una tropa de infantería para defender la posición.
El Libertador hizo construir un pequeño fuerte en un extremo de la ensenada del Cabrián, río debajo de los Castillos de Guayana, para servir de base y refugio a la flota del almirante Brión. En el otro extremo se hace una batería para mejorar la defensa. Río arriba se levanta un apostadero en La Vuelta del Torno a cargo del capitán de fragata Rafael Rodríguez y reuniendo ahí todas las embarcaciones ocultas en los caños del Orinoco. Así queda Angostura aislada de Apure. Esto era clave porque el continuo paso de navíos permitía traer carnes y armamentos.
Se había construido muchas flecheras en San Miguel cuando se ordenó al capitán Rodríguez asaltar el apostadero de Borbón, río arriba de la villa y clave para las comunicaciones con Apure. Rodríguez estaba en La Vuelta del Torno con 21 naves tripuladas principalmente por indios tras tomar las bocas del Pao, del Uverito y otros puntos. El brigadier Miguel de la Torre, jefe militar de Angostura y Guayana la Vieja (o Vieja Guayana), decidió enviar una flotilla a las órdenes del alférez de fragata Pedro Echenique tomar el apostadero.
El oficial que debía llevar las flecheras a Rodríguez tuvo que pasar furtivamente de noche frente a Angostura. Estas embarcaciones, provistas con numerosos remeros, alcanzaban velocidad que les permitían escapar de otras naves. Entre tanto, la flotilla realista salía de Angostura hacia La Vuelta de Torno, pero su comandante, el alférez Echenique se quedó haciendo trámites de última hora pero esperando poder alcanzarla con una flechera, pero durante la noche se encontró con las flecheras patriotas que lo capturaron y siguieron hasta encontrarse con Rodríguez, que estaba al acecho en un caño. Más tarde sorprendieron a la flotilla monárquica y la obligaron a huir hacia Angostura. Así, finalmente, el capitán Rodríguez pudo tomar el apostadero de Borbón y se corta la principal vía de comunicaciones entre Angostura y Apure (4 de julio).

### Caño Casacoima
Por su parte, el capitán patriota Francisco Rosendo Moreno debía pasar frente a los Castillos de Guayana para encontrar a Brión en el delta del Orinoco. Con diez flecheras y una lancha cañonera salió del Puerto de Las Tablas, río arriba de los Castillos, en la noche del 3 de julio. Al mismo tiempo, Bolívar, su Estado Mayor y una columna salieron para encontrarse con ellos después que pasaran los Castillos. Le acompañan los oficiales Juan Bautista Arismendi, Carlos Soublette, Pedro León Torres, Jacinto Lara, Pedro Briceño Méndez y otros. Cinco flecheras pasaron si problemas y siguieron hacia el delta, pero el resto de la escuadrilla fue detectada por un centinela y el disparo de un cañón dio la alarma. La guarnición realista les empieza a disparar mientras se envía a seis cañoneras a cargo del comandante Antonio Ambaredes, mientras la cañonera Bolívar y la flechera Santa Bárbara logran retirarse a Las Tablas, las otras cuatro naves huyen al caño Boca Negra perseguidas por las cañoneras enemigas. Afortunadamente para los patriotas, anteriormente se dispuso que una tropa de infantería se ocultara en ese caño para dar refugio a la flotilla en caso de ser detectada.
Al amanecer del 4 de julio, las flecheras republicanas han huido hasta el caño Casacoima, río debajo de las Fortalezas, es entonces cuando llega la columna de Bolívar, quien al saber que la flotilla estaba siendo atacada marchó apresuradamente a la orilla del río para ayudarla. Tenía 250 fusileros. Se decide que su columna dispararía contra las cañoneras realistas, que ocupaban la desembocadura del caño, para permitir a las flecheras salir. Pero desconocían que río arriba una partida de infantería monárquica había desembarcado al comando del capitán Juan Cosmos con la intención de atacar por tierra a las naves patriotas. Como la infantería republicana estaba ocupada con las cañoneras, 360 realistas atacaron a los mandos patriotas, que tuvieron que lanzarse al agua para salvarse de la muerte. Sólo Torres y dos oficiales lograron tomar sus caballos y escapar por tierra. La mayoría nado hasta alcanzar un punto en la orilla que fuera seguro. El lugar escogido fue una casita, donde el destacamento de soldados que los acompañaba pudo rechazar el intento de los realistas, que los siguieron por tierra, de asaltar la casa. Eso salvo a Bolívar y sus oficiales de la captura o la muerte. Los españoles no sabían quienes eran los refugiados, por lo que no insistieron en sus ataques ni en su persecución. Las cuatro flecheras cayeron en manos enemigas.

### Macareo
La Escuadrilla Sutil de Díaz iba como vanguardia de Brión y la formaban cinco flecheras.
El capitán Díaz envía a su hermano, el teniente de fragata Fernando Díaz, adelantarse con tres flecheras o fustas en el caño Macareo y explorar hasta llegar al Orinoco, después debía volver y guiar al resto de la Escuadra Sutil. Al llegar al gran río el 7 de julio, cuando sus hombres estaban comiendo, el teniente Díaz se encuentra con once a dieciséis naves mayores mandadas por el capitán Ambaredes, eran las fuerzas sutiles de la flota de Guayana la Vieja que navegaban hacia el delta del Orinoco para encontrar a Brión. Los margariteños luchan ferozmente pero son masacrados, salvándose unos pocos que lograron huir en un esquife para advertir a la vanguardia patriota. Dos o tres flecheras patriotas son capturadas.

### Pagallos
El capitán Díaz, al saber de la muerte de su hermano, decide seguir con tres flecheras para vengarlo sin consultar con el almirante Brión. El 8 de julio se encontraba con los victoriosos realistas en la isla de Pagayos, donde se une el Imataca con el Orinoco. Díaz atacó de inmediato y empezó a abordar las naves enemigas, degollando a todo el que se encontraba. Así recuperó sus flecheras, capturó dos bajeles o fustas españolas y echó a pique a otras cinco, poniendo al resto del enemigo en fuga hacia Guayana la Vieja con sus tripulaciones aterrorizadas. Murieron en la lucha el jefe español, su segundo y muchos de sus oficiales y soldados. Los realistas se salvaron porque Díaz no pudo perseguirlos, sus hombres y sus naves habían sufrido fuertes daños y se retiraron a Güiria para descansar y hacer reparaciones. Tuvo que seguir a Margarita por no encontrar utensilios para atender a los heridos.

## Consecuencias
Bolívar viajó a San Miguel cuando supo que Brión había entrado en el Orinoco, destacó un batallón en Piacoa para establecer comunicaciones con la flota, lo que se hizo cuando las naves llegaron a Punta Cabrián. En Casaicoma fue recibida alegremente por Bolívar y sus oficiales. Para darle a los barcos una base segura, el Libertador ordenó construir el fuerte Brión, obra dirigida por el capitán Pasioni con Arismendi mandando los batallones Barlovento y Cazadores de Honor. Tan pronto supo el brigadier Latorre de la derrota de Pagayos y la presencia de Brión en el Orinoco entendió que era imposible mantener su posición en el río, ahora que las comunicaciones con las Antillas también estaban cortadas. Resolvió evacuar Angostura.